# 泰薩瓦

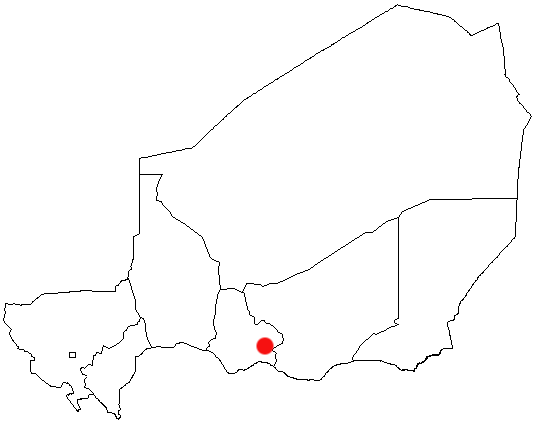
泰薩瓦位置

泰薩瓦是尼日爾南部的城市，由馬拉迪大區負責管轄，海拔高度408米，曾經是該區的區域中心，市內有學校、非政府組織總部和機場設施，2001年人口31,667。

## 友好城市
- 法國 孔夫朗-圣奥诺里娜

13°45′N 7°59′E / 13.750°N 7.983°E